# Hamushia eburata
Hamushia eburata is een keversoort uit de familie bladkevers (Chrysomelidae). De wetenschappelijke naam van de soort werd in 1879 gepubliceerd door Edgar von Harold.